# Road Trip: Beer Pong
Série Road Trip
Road Trip
(2000)
Pour plus de détails, voir Fiche technique et Distribution.
Road Trip: Beer Pong (également connu sous le nom de Road Trip 2 : Beer Pong ou simplement Road Trip 2) est une comédie américaine réalisé par Steve Rash, sortie directement en vidéo en 2009. Le film est une suite directe sur DVD de la Comédie Road Trip de Todd Phillips de 2000. Le film a été produit par Paramount Famous Productions sous le nom de Paramount Pictures, après avoir acquis les droits sur l'arrière-catalogue de DreamWorks SKG lors de son achat de la société en 2006.

## Fiche technique
Sauf indication contraire, les informations mentionnées dans cette section peuvent être confirmées par les bases de données cinématographiques IMDb et Allociné,  présentes dans la section « Liens externes ».
- Titre original : Road Trip: Beer Pong
- Titre français : Road Trip 2 ou Road Trip - Beer Games en DVD[1]
- Réalisation : Steve Rash
- Scénario : Brad Riddell, d'après le film Road Trip de Todd Phillips
- Musique : Brian Lapin et Transcenders (en)
- Décors : Debbie DeVilla
- Costumes : Luellyn Harper
- Photographie : Levie Isaacks
- Son : Trip Brock, Tom Marks, Kelly Vandever
- Montage : John Gilbert
- Production : Suzie Peterson
  - Direction de production : Gerald D. Moon
  - Production exécutive : George Engel
- Sociétés de production : Paramount Famous Productions, DreamWorks Pictures
- Sociétés de distribution : Paramount Home Entertainment ; Universal Pictures Vidéo France SAS (France)[1]
- Budget : 7 500 000 $ (estimation)[2]
- Pays de production :  États-Unis
- Langue originale : anglais
- Format : couleur
- Genre : comédie
- Durée : 95 minutes
- Dates de sortie[3] :
  - États-Unis : 11 août 2009 (sortie directement en vidéo)
  - France : 5 novembre 2009 (sortie directement en vidéo)[1] ; 25 mai 2020 (sortie en VOD)[4]
- Classification[5] :
  - États-Unis : les enfants de moins de 17 ans doivent être accompagnés d'un adulte (R – Restricted)[N 1]

## Distribution
- Nestor Aaron Absera : Jake
- Danny Pudi : Arash
- Julianna Guill : Katy Hartman
- Julia Levy-Boeken : Jenna
- Leandra Terrazzano : Sarah
- Melissa Ponzio : The Fare
- Michael Beasley : Lester
- Shawn Knowles : conducteur indien
- Daniel Newman : Raz-r
- Mari Morrow : Mandee
- Rhoda Griffis : maman du groupe de tournée
- Steve Warren : patrouilleur routier VA
- Lynn McArthur : Raz-R Fan
- Ziah Colon : Sujatmi
- Anthony Singleton : Beer Pong Fan
- Carter Gaston : Emcee
- Chris Durant : Dunk Tank Guy
- Christina Bibby : Heidi
- Christoph Vogt : membre du corps professoral de l'Université d'Ithaque
- Preston Jones : Andy
- Michael Trotter : Korkin
- Kimberly Banta : maman Hartman
- Mary Cobb : Lydia
- DJ Qualls : Kyle Edwards